# Pardans

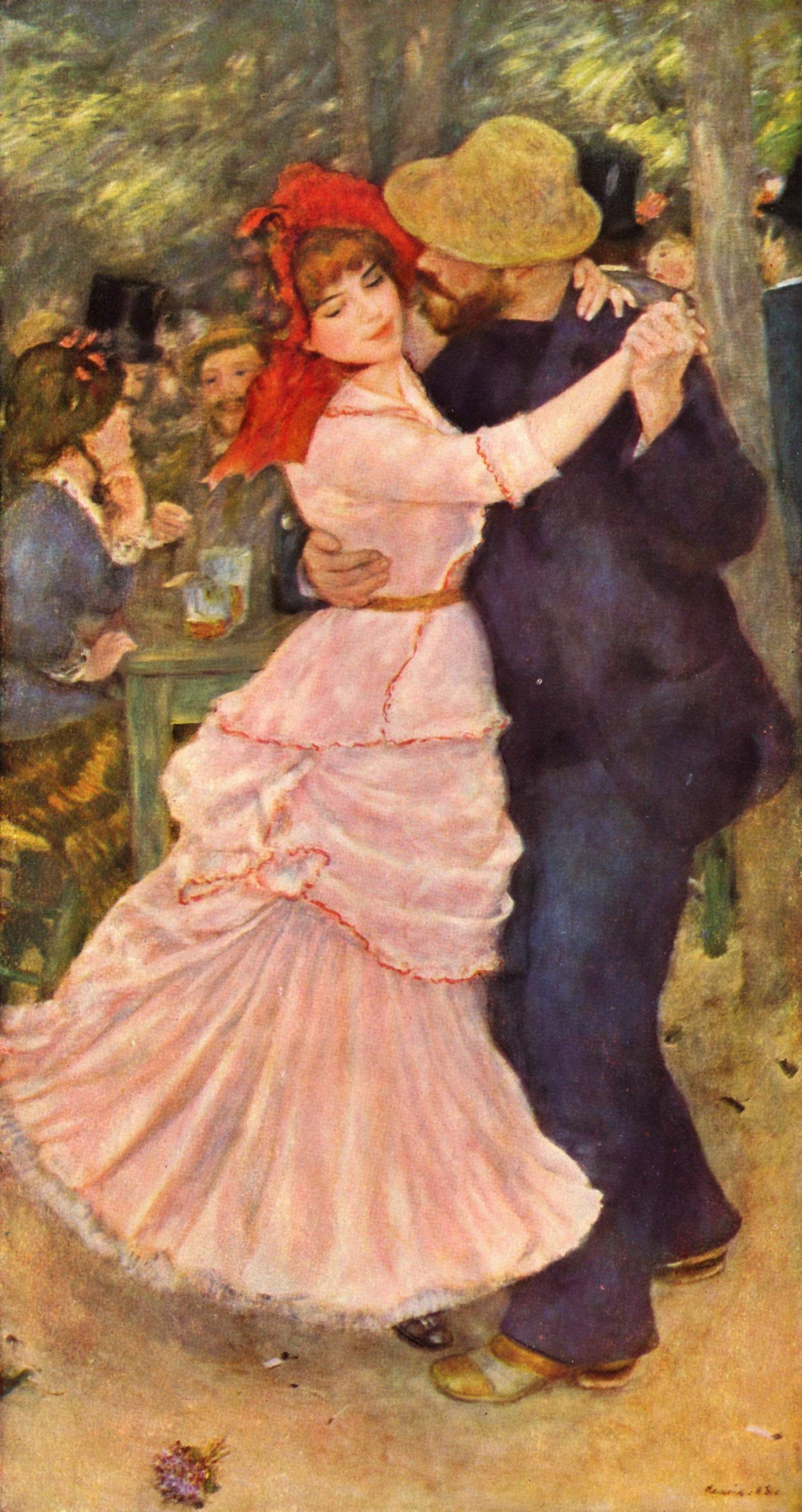
En man och en kvinna dansar pardans. Verk av Pierre-Auguste Renoir.

Pardans är en sammanfattande benämning på de typer av dans som dansas av två dansare där den ene – oftast mannen – för, och den andra – oftast kvinnan – följer. Pardans kan dansas som sällskapsdans eller i tävlingssyfte. Vid vissa festligheter är pardans institutionaliserad, som till exempel vid bröllop (se även brudvals).
Pardanser kan delas in i sådana som dansas med förflyttning, och sådana som dansas på fläck. I de danser som dansas med förflyttning rör sig alla par i samma riktning på dansgolvet, dansriktningen. Normalt sker detta moturs på dansgolvet och kallas för valsbana. Hit hör de flesta europeiska pardanser. Pardanser som dansas på fläck är till exempel lindy hop och besläktade swingdanser, och de så kallade latindanserna både inom och utom tiodans-kretsar. På en del dansgolv, men långt ifrån alla, rör sig alla par i samma riktning på dansgolvet när orkestern spelar musik som passar till både foxtrot, onestep och bugg. 
Fattning är sättet som danspartnerna håller i varandra. Den kan vara symmetrisk, vilket är vanligt i vissa svenska folkdanser, eller asymmetrisk, vilket förekommer i exempelvis alla tiodansens danser. Andra ord för dansfattning är omfamning, ram, kram och abrazo (argentinsk tango).

## Olika pardanser

### Svenskdansbandskultur
- Foxtrot
- Onestep
- Bugg
- Twostep
- Castle foxtrot

### Swingdanseroch övriga jazzrelaterade danser
- Charleston
- Lindy hop
- Balboa
- Boogie Woogie
- Bugg
- Dubbelbugg
- Rock'n'roll (dans)

### Tiodans
Standarddanser:
- Wienervals
- Modern vals
- Slowfox
- Tango (tiodans)
- Quickstep

Latindanser:
- Cha-cha-cha
- Rumba
- Samba
- Jive
- Pasodoble

### Folkdans/Gammaldans
- Gammelvals
- Schottis
- Snoa
- Hambo
- Polska
- Polka
- Mazurka

### Salsafamiljen
- Salsa
- Merengue
- Bachata

### Danser relaterade till argentinsk tango
- Argentinsk tango
- Finsk tango
- Tango (tiodans)
- Milonga
- Canyenge

### Övriga danser
- Lambada
- Tryckare
- Kizomba
- Ländler
- Zouk
- Kizomba
- Urban kizomba
- Tarraxa/Tarraxinha